# Mirko Selak
Mirko Selak (Spalato, 30 gennaio 1978) è un ex calciatore croato, di ruolo attaccante.

## Palmarès

### Individuale
- Capocannoniere della 1. Division: 1

2001-2002 (20 reti)